# Radiorreceptor
Nas radiocomunicação, um radiorreceptor, receptor de rádio ou aparelho de rádio, também conhecido simplesmente como rádio, é um dispositivo eletrônico que recebe ondas de rádio e converte as informações por elas transportadas em um formato utilizável. É usado com uma antena, que intercepta ondas de rádio (ondas eletromagnéticas de radiofrequência) e as converte em minúsculas correntes alternadas que são aplicadas ao receptor que extrai a informação desejada. O radiorreceptor utiliza filtros eletrônicos para separar o sinal de radiofrequência desejado de todos os outros sinais captados pela antena, um amplificador eletrônico para aumentar a potência do sinal para posterior processamento e, finalmente, recupera a informação desejada através de demodulação.
Os receptores de rádio são componentes essenciais de todos os sistemas que utilizam rádio. A informação produzida pelo receptor pode ser na forma de som, vídeo (televisão) ou dados digitais. Um radiorreceptor pode ser uma peça separada de equipamento eletrônico ou um circuito eletrônico dentro de outro dispositivo. O tipo de receptor de rádio mais familiar para a maioria das pessoas é um receptor de rádio de transmissão, que reproduz o som transmitido por estações de rádio, historicamente a primeira aplicação de rádio para o mercado de massa. Os radiorreceptores são amplamente utilizados em outras áreas da tecnologia moderna, em televisores, telefones celulares, modems sem fio, rádio-relógios e outros componentes de comunicações, controle remoto e sistemas de redes sem fio. Receptores de rádio práticos executam três funções básicas no sinal da antena: filtragem, amplificação e demodulação.

## História

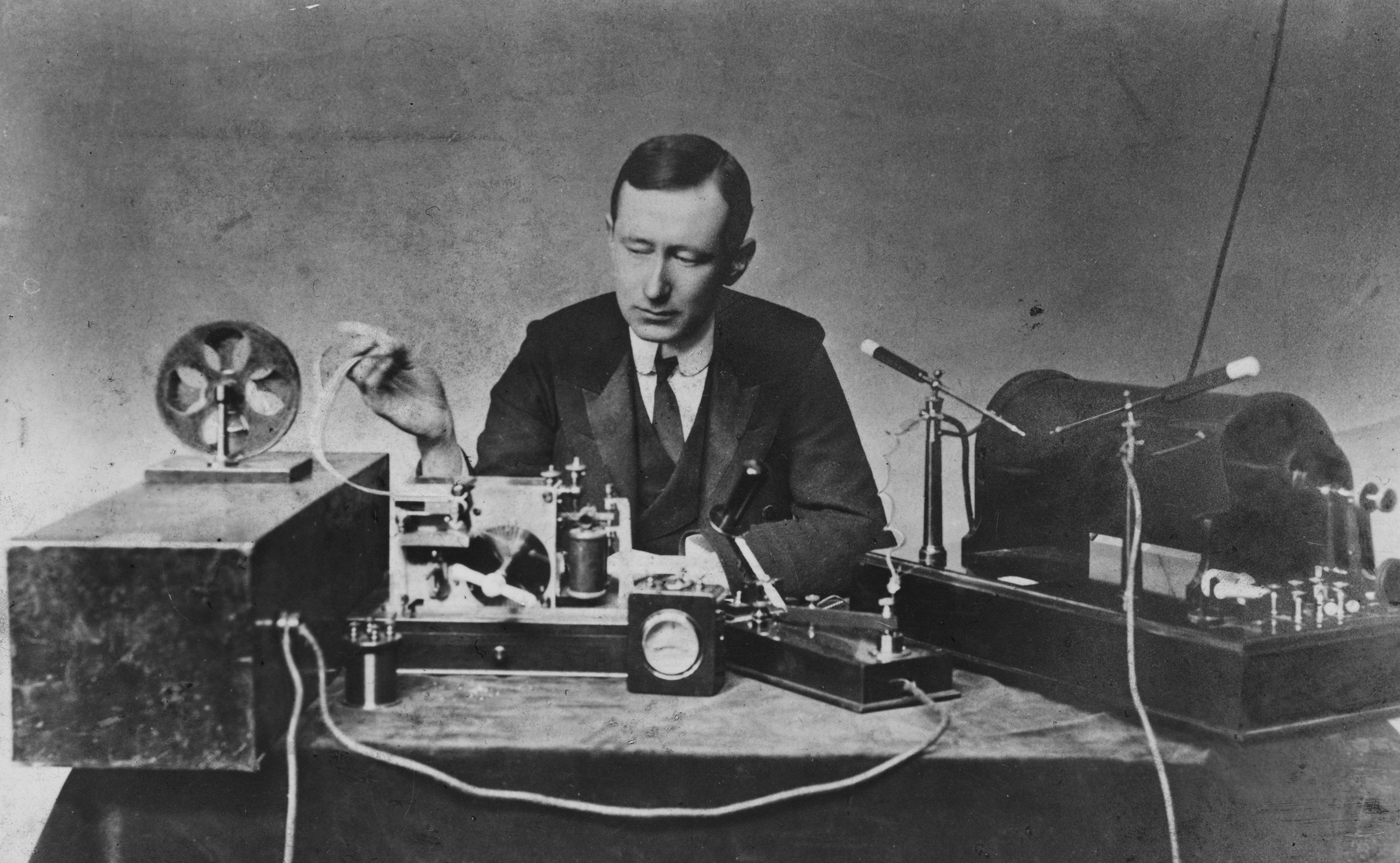
Guglielmo Marconi, que construiu os primeiros receptores de rádio, com seu primeiro transmissor de faísca (direita) e receptor coerente (esquerda) da década de 1890. O receptor grava o código Morse em fita de papel

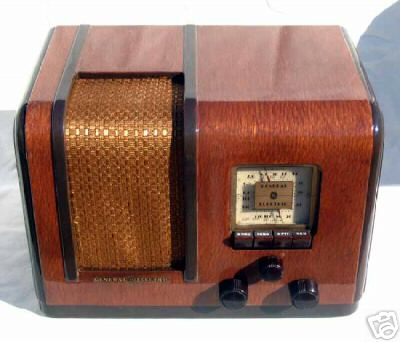
Rádio de 1936 ("Era do Rádio"), em madeira, AM e ondas curtas.

As ondas de rádio foram identificadas pela primeira vez na série de experimentos de 1887 do físico alemão Heinrich Hertz para provar a teoria eletromagnética de James Clerk Maxwell. A Hertz usou antenas dipolo excitadas por faísca para gerar as ondas e centelhadores micrométricos anexados às antenas dipolo e loop para detectá-las.
Os primeiros transmissores de rádio, usados durante as três décadas iniciais do rádio, de 1887 a 1917, período chamado de era da faísca, eram transmissores de faíscas que geravam ondas de rádio descarregando uma capacitância por meio de uma faísca elétrica. Cada faísca produzia um pulso transitório de ondas de rádio que diminuía rapidamente até zero. Essas ondas amortecidas não podiam ser moduladas para transportar som, como nas modernas transmissões AM e FM. Assim, os transmissores de faísca não podiam transmitir som e, em vez disso, transmitiam informações por radiotelegrafia. O transmissor era ligado e desligado rapidamente pelo operador usando uma tecla telegráfica, o que criava pulsos de ondas de rádio amortecidas de diferentes comprimentos ("pontos" e "traços") para soletrar mensagens de texto em código Morse.
Portanto, os primeiros receptores de rádio não precisavam extrair um sinal de áudio da onda de rádio como os receptores modernos, mas apenas detectavam a presença do sinal de rádio e produziam um som durante os “pontos” e “traços”. Como não havia dispositivos amplificadores naquela época, a sensibilidade do receptor dependia principalmente do detector. Muitos dispositivos detectores diferentes foram testados.
A primeira pessoa a utilizar ondas de rádio para comunicação foi Guglielmo Marconi, que pouco inventou sozinho, mas foi o primeiro a acreditar que o rádio poderia ser um meio de comunicação prático e, sozinho, desenvolveu os primeiros sistemas, transmissores e receptores de telegrafia sem fio em 1894-5, principalmente melhorando a tecnologia inventada por outros. Oliver Lodge e Alexander Popov também estavam experimentando aparelhos de recepção de ondas de rádio semelhantes ao mesmo tempo em 1894-5, mas não se sabe que eles transmitiram código Morse durante este período, apenas sequências de pulsos aleatórios. Portanto, Marconi costuma receber o crédito pela construção dos primeiros receptores de rádio.